# جيلينوس
جيلينوس أو هيلينوس هي مدينة في أرض السكوثيون كانت عاصمة سيثيا سماها هيردوت بذلك الاسم. تقول الميثولوجيا اليونانية ابن بريام ملك طروادة تروي وزوجته هكيوبة، وأخو هكتور أشجع أبطال طروادة، تزوج أندروماك وبسط سلطانه على مملكة أبيروس.
1. ↑  http://archive.is/sNg5  نسخة محفوظة 2020-05-26 على موقع واي باك مشين.